# Mert Kubu
Mert Kubu, född den 19 februari 1933 i Pärnu i Estland, uppvuxen i Motala, död den 28 december 2020  i Ekerö, var en svensk journalist, inriktad främst på bostads- och kommunalpolitik, samt medarbetare, chef för Kommunalredaktionen och konsumentredaktionen i Dagens Nyheter 1960–1998. Tidningens Baltikumkorrespondent i Tallinn 1992–1998. Ordförande i DN:s journalistklubb, ledamot av Pressens opinionsnämnd och styrelseledamot i Svenska Journalistförbundet. Sedan 1998 var han frilansjournalist. Mert Kubu var gift med Lena Kubu, tillsammans fick dem sönerna Martin Kubu och Mikael Kubu.